# Behold the Man
Behold the Man war ursprünglich eine Science-Fiction-Novelle des britischen Autors Michael Moorcock. Nach ihrer Erstveröffentlichung im Jahr 1966 in Ausgabe 166 des Magazins New Worlds gewann sie 1967 den Nebula-Award für Novellen; kurz darauf erweiterte Moorcock den Text und der nun entstandene Roman erschien 1969 beim Londoner Verlag Allison & Busby. Die deutsche Übersetzung von Alfred Scholz erschien 1972 unter dem Titel I.N.R.I oder Die Reise mit der Zeitmaschine. Inzwischen gilt der Roman vielen als Klassiker der Zeitreiseliteratur. Der Titel bezieht sich auf die englische Übersetzung des Ecce Homo des Johannesevangeliums, Kapitel 19, Vers 5: „Then Jesus came out, wearing the crown of thorns and the purple robe. And Pilate said to them Behold the Man (Und Jesus kam heraus und trug die Dornenkrone und das Purpurgewand. Und Pilatus spricht zu ihnen: Seht, welch ein Mensch!)“.
Der Roman erzählt die Geschichte des Zeitreisenden Karl Glogauer, der von 1970 in das Jahr 28 n. Chr. reist, um dort den historischen Jesus von Nazareth zu suchen.

## Handlung
Zu Beginn erreicht Karl das Heilige Land des Jahres 28 n. Chr.; dabei geht seine Zeitmaschine, eine mit einer Flüssigkeit gefüllte Kugel, zu Bruch; die Szene erinnert an eine Geburt. Karl ist in der Vergangenheit gestrandet. Im Folgenden wird durch Flashbacks gleichzeitig Karls Suche nach Jesus von Nazareth und die Geschichte seines für ihn früheren Lebens als Außenseiter im London des 20. Jahrhunderts erzählt, die erklärt, warum er sich auf das Abenteuer der Zeitreise eingelassen hat.
Im Handlungsstrang im Heiligen Land wird der durch die Ankunft verletzte Karl von Johannes dem Täufer und einer Gruppe Essener gefunden, die ihn pflegen. Da die Ankunft Karls wundersam erschien, erklärt Johannes ihn für eine erhobene Person und bittet ihn, ihn bei seinem Kampf gegen die römischen Besatzer zu unterstützen. Johannes bittet Karl dann, ihn zu taufen; Karl, ein mit vielen Neurosen behafteter Charakter, gerät in Panik und flieht in die Wüste, in der er durch Hitze und Wassermangel bedingte Halluzinationen erlebt.
Seine Suche nach Jesus führt ihn dann nach Nazareth, wo er Maria und Josef begegnet. Maria ist eine Art Prostituierte, Josef ein verbitterter alter Mann, der sie wegen ihrer Behauptung, ein Engel habe sie geschwängert, lächerlich macht. Ihr Sohn, Jesus, ist ein geistig schwer zurückgebliebener Buckliger, der immer nur seinen Namen wiederholt. Man drängt Karl, nun dessen Rolle zu übernehmen. Er sammelt Menschen um sich, wiederholt, was immer er aus seiner Bibellektüre erinnert, und verwendet psychologische Tricks, um Wundertaten vorzutäuschen. Langsam wird er unter dem Namen Jesus von Nazareth berühmt.
Schließlich befiehlt er, darauf versessen, die Geschichte des Jesus bis zu ihrem bitteren Ende zu durchleben, dem verwirrten Judas ihn an die Römer zu verraten. Er stirbt am Kreuz. Seine letzten Worte sind nicht das aus der Bibel bekannte Eloi, eloi, lama sabachthani („Mein Gott, mein Gott, warum hast du mich verlassen“; Psalm 22), sondern die phonetisch ähnlichen englischen Worte It’s a lie ... It’s a lie ... It’s a lie ... („Es ist eine Lüge ... es ist eine Lüge“).

## Verweise in anderen Werken von Moorcock
Karl Glogauer ist in einer etwas abgewandelten Inkarnation auch die Hauptfigur des Romans Breakfast in the Ruins. Zudem taucht er in verschiedenen anderen Werken Moorcocks auf, besonders in den Jerry-Cornelius-Romanen.
In der Trilogie The Dancers at the End of Time wird eine ähnliche Zeitreisemaschine beschrieben.
Die Kurzgeschichte The Skull (1952) von Philip K. Dick ist thematisch ähnlich, nutzt aber keine in der Realität bestehende Religion.